# Jordi Tixier
Jordi Tixier (2 november 1991) is een Frans motorcrosser.

## Carrière
Jordi Tixier begon professioneel motorcrosser op KTM in de 125cc-klasse. In 2010 werd hij zowel Europees als Junior Wereldkampioen. In 2011 nam hij voor het eerst deel aan het Wereldkampioenschap motorcross in de MX2-klasse. Hij eindigde in zijn eerste volledige seizoen als dertiende. In 2012 haalde hij eenmaal het podium en werd vijfde in de eindstand. Sinds dit jaar kwam hij uit voor het KTM-fabrieksteam.
In 2013 won Tixier geen enkele GP, maar stond wel tien keer op het podium en werd vice-wereldkampioen. Ook in 2014 kwam hij voor KTM uit. Na een aarzelende seizoensstart eindigde Tixier toch acht keer op het podium en wist twee Grand Prixs te winnen. Door een dijbeenbreuk van zijn Nederlandse ploegmaat Jeffrey Herlings kon Tixier zijn achterstand van meer dan honderd punten goedmaken op vier Grand Prixs van het einde. Uiteindelijk haalde hij de titel met vier punten meer dan Herlings.
Vanaf 2015 komt Tixier uit voor het Kawasaki fabrieksteam, nog steeds in de MX2-klasse. Tixier begon aarzelend aan het seizoen. Hij stond zes keer op het podium voor hij geblesseerd raakte en een kruis moest maken over zijn seizoen. Uiteindelijk werd hij achtste in de eindstand.
In het seizoen 2016 kwam Tixier uit in de MXGP-klasse, ook op een Kawasaki, net als in het seizoen 2017.

## Palmares
- 2010: Junior Wereldkampioen 125cc
- 2010: Europees Kampioen 125cc

2014: 01e in MX2-klasse
2015: 08e in MX2-klasse
2016: 014e in MXGP-klasse
2017: 020e in MXGP-klasse
2018: 028e in MXGP-klasse
2019: 016e in MXGP-klasse
2020: 011e in MXGP-klasse
2021: 033e in MXGP-klasse
2022: deelnemer in MXGP-klasse
| GP overwinningen | GP overwinningen | GP overwinningen | GP overwinningen |
| No.              | Datum            | Grand Prix       | Plaats           |
| MX2-klasse       | MX2-klasse       | MX2-klasse       | MX2-klasse       |
| ---------------- | ---------------- | ---------------- | ---------------- |
| 1                | 27-07-2014       | Tsjechië         | Loket            |
| 2                | 14-09-2014       | Mexico           | León             |